# 民主联盟运动
民主联盟运动（法語：Mouvement Union Démocratique，缩写为MUD）是摩纳哥历史上的一个政治联盟。
该联盟成立于1963年，作为工会和共产主义者的联盟，其中包括摩纳哥工会联盟。它在1963年摩纳哥大选中获得了1个国民议会席位。在1968年摩纳哥大选中，它失去议会席位。在1973年摩纳哥大选中，它再次获得1个议会席位。在1978年摩纳哥大选，它再次失去议会席位。它没有再参加之后的任何选举。